# Socialisme & Democratie
Socialisme & Democratie, afgekort tot S&D, is een Nederlands tijdschrift voor politiek, wetenschap en opinie dat wordt uitgegeven door de Wiardi Beckman Stichting.

## Achtergrond
De eerste jaargang van S&D verscheen in 1939 onder de hoede van de Sociaal-Democratische Arbeiderspartij, de voorloper van de Partij van de Arbeid. Het blad was de opvolger van De Socialistische Gids. Na de Tweede Wereldoorlog (1946) werd de derde jaargang door de PvdA uitgegeven. Sinds 1970 is het tijdschrift een uitgave van de Wiardi Beckman Stichting, het wetenschappelijk bureau van de PvdA. Het blad verschijnt zes keer per jaar en wordt tegenwoordig uitgegeven in samenwerking met Uitgeverij Van Gennep. 
Diverse redacteuren van S&D waren van grote betekenis voor de ideologische ontwikkeling van de sociaaldemocratie in Nederland. 

## Auteurs
Bekende auteurs die in S&D schreven:
- Ayaan Hirsi Ali
- Willem Banning
- Wouter Bos
- Hendrik Brugmans
- Cornelis Buddingh'
- Jan Buskes
- René Cuperus
- Jacques de Kadt

- Alfred Mozer
- Jan Pronk
- Joke Smit
- Bart Tromp
- Joop den Uyl
- Jacques Wallage
- Willem Witteveen